# Gipsy (film)
Pour les articles homonymes, voir Gypsy.
Gipsy (titre original : The Gypsy and the Gentleman) est un film britannique réalisé par Joseph Losey et sorti en 1958.

## Synopsis
Angleterre, début du XIXe siècle. Sir Paul Deverill, aristocrate débauché et ruiné par le jeu, est sur le point d'épouser sans amour Vanessa, une jeune femme de son rang, issue d'une famille encore prospère. Or, il fait la connaissance de Belle, une bohémienne qu'il rencontre dans une foire et vers laquelle il se sent irrémédiablement attiré. Belle, dupée par les apparences et par le faste de sa demeure, le croit immensément riche. Elle l'épouse avec l'arrière-pensée de s'emparer de sa fortune. Elle agit avec la complicité de son amant, Jess. Belle ne tarde pourtant pas à apprendre, par la bouche de Sarah, la sœur de Paul Deverill, la véritable situation financière de son époux. Profitant du décès de la tante de Sarah, et agissant de concert avec un notaire malhonnête, elle falsifie le contenu du testament qui devrait permettre à Sarah d'hériter avant sa majorité. Sarah, à la faveur d'un incident, découvre toutefois l'original du testament. C'est alors qu'elle est d'abord kidnappée, puis, plus tard, enlevée et séquestrée dans une clinique psychiatrique...   

## Fiche technique
- Titre du film : Gipsy
- Titre original : The Gypsy and the Gentleman
- Réalisation : Joseph Losey
- Scénario : Janet Green, d'après le roman Darkness, I Leave You de Nina Warner Hooke
- Assistant réalisateur : Robert Asher
- Photographie : Jack Hildyard (Eastmancolor, 35 mm)
- Direction artistique : Ralph W. Brinton
- Décors : Vernon Dixon
- Costumes : Julie Harris
- Montage : Reginald Beck
- Conseiller historique : Vyvyan Holland
- Production : Maurice Cowan/Earl St. John pour The Rank Organisation
- Durée : 107 min.
- Pays d'origine :  Royaume-Uni
- Date de sortie : 15 janvier 1958 en Grande-Bretagne
- Lieux de tournage : Studios de Pinewood, Londres
- Genre : Mélodrame historique

## Distribution
- Melina Mercouri : Belle
- Keith Michell : Sir Paul Deverill
- Patrick McGoohan : Jess
- June Laverick : Sarah Deverill
- Flora Robson : Mrs Haggard
- Lyndon Brook : John Patterson
- Clare Austin : Vanessa
- Helen Haye : Lady Ayrton
- Newton Blick : Ruddock
- Mervyn Johns : Brook
- Nigel Green : Game Pup

## Autour du film
Peu apprécié de Joseph Losey lui-même, boudé par le public anglais et le plus souvent délaissé par la critique, The Gipsy and the Gentleman aurait pu, pourtant, accéder à une stature exceptionnelle dans la filmographie du réalisateur américain. C'est, du moins, ce que laisse entendre Jacques Lourcelles qui qualifie cette réalisation de « film flamboyant et baroque, dans la lignée des productions Gainsborough type The Man in Grey et The Wicked Lady de Leslie Arliss » constituant, selon lui, « l'un des sommets mal connus et mal aimés de son œuvre. » (in : Dictionnaire du cinéma, Robert Laffont).
Denitza Bantcheva est d'un avis proche, considérant Gipsy comme « un film insolite, visuellement splendide et qui a bien mieux vieilli que toute autre reconstitution historique anglo-saxonne antérieure à Tom Jones de Richardson, 1963, où son influence est perceptible » (in : Un florilège de Joseph Losey, Editions du Revif).
Sur la genèse et les problèmes survenus lors du tournage de Gipsy, Joseph Losey s'exprime ainsi : « Et finalement, (...) on m'imposa presque le scénario de Gipsy, qui avait été écrit par Janet Green, écrivain à succès d'un certain genre de romans et qui avait aussi une grande réputation de scénariste en Angleterre. Je lus ce scénario, qui ne me plut pas beaucoup, mais je me dis : "Je ne peux pas continuer à refuser tous les scénarios ; il faut que je travaille et je peux tirer quelque chose de celui-ci. (...) J'avais décidé que nous allions faire un mélodrame extravagant tout en essayant de montrer quelque chose de la vérité de la Régence. (...) Ce n'était pas très difficile, parce qu'on trouve tout dans les gravures de Rowlandson ; on y voyait les relations entre les maîtres et ses serviteurs, la saleté, la lubricité, la pauvreté, la cruauté. Et on y voyait les couleurs. Et bien sûr l'élégance. »
Or, à l'achèvement du film, celui-ci fut « en butte aux horribles interventions des cadres du studio » (Joseph Losey, in : Kazan-Losey, Entretiens avec Michel Ciment, Éditions Stock, 2009)
Losey poursuit : « Et j'avais soudain découvert que, tandis que j'avais des entretiens avec les compositeurs que je pensais utiliser, le studio avait déjà engagé un certain Hans May, un Hongrois auteur de chansons populaires terriblement sentimentales. (...) Au moment du mixage, on m'imposa cette partition de May. Cela ralentit tellement le film que le ton en fut changé, ainsi que le rythme, au point que, pour la première et unique fois de ma vie, j'abandonnai le film avant qu'il ne fût terminé. (...) On fit des coupes après mon départ. J'eus donc avec ce film une expérience amère et décevante. » (J.Losey, entretien avec M. Ciment, op.cité)
« Mais, dans son ensemble, Gipsy a de telles qualités qu'on peut aller jusqu'à considérer qu'il s'agit du dernier vrai film de Losey, celui en tout cas où s'exprime, sans doute pour la dernière fois, son talent le plus authentique et le plus précieux. (...) Le thème de la décadence apparaît pour la première fois nettement (...) et s'inscrit concrètement dans l'aspect visuel et dramatique du film. Il n'est pas un sujet de discours, un prétexte à arabesques et à figures de rhétorique (...) », affirme, pour sa part, Jacques Lourcelles, peu enthousiaste à l'égard des œuvres ultérieures de Joseph Losey.
Bien qu'étant un film imparfait, Gipsy contient, effectivement, des scènes d'une très grande beauté. Losey commente : « Je me rappelle une scène de Gipsy que j'adore et qui est née d'un de ces hasards si rares et si extraordinaires. (...) Ce fut une aurore rose sur les bouleaux blancs. Nous attendions le lever du soleil, la caméra avait la bonne position, une brume montait de la terre parce qu'il avait beaucoup plu et que c'était une chaude journée de printemps. Soudain se dessina devant la caméra la plus belle des estampes japonaises. » (entretien, op.cité). 
Si l'échec du film, à un moment crucial de sa carrière, attriste, au plus profond de lui-même, le réalisateur américain, c'est, sans doute, parce qu'il recèle des éléments autobiographiques très sensibles. Losey qui avoue, par ailleurs : « (...) Les films personnels sont ceux où vous vous exposez le plus et où vous êtes le plus vulnérable, et s'ils ne marchent pas, pour une raison quelconque (parce qu'ils sont en avance sur leur temps ou parce qu'ils sont manqués), vous êtes plus susceptible d'être détruit. » Ainsi, concernant ses propres souvenirs, Joseph Losey ne confiait-il pas à Michel Ciment : « Ma mère, qui était issue d'un milieu relativement pauvre et dénué de culture, était très belle et très snob. Elle avait évidemment choisi le meilleur parti de la ville, mon père, parce qu'il était le plus beau, qu'il était allé dans un collège de la côte Est, qu'il avait été éduqué par des précepteurs, qu'il était élégant. Tout était parfait, lorsqu'elle découvrit soudain qu'elle avait épousé un homme pauvre et sans avenir. Ce passif subsista entre les deux familles. » Le personnage de Belle, interprétée par Melina Mercouri, évoque donc, toutes proportions gardées, cette mère. « Belle, l'arriviste, est beaucoup plus forte que l'aristocrate, et le détruit. C'est une relation proche de celle qui lie Dirk Bogarde et James Fox dans The Servant », nous rappelle Joseph Losey (in : Entretien avec M. Ciment, Éditions Stock).   